# Laccophilus kobensis
Laccophilus kobensis är en skalbaggsart som beskrevs av Sharp 1873. Laccophilus kobensis ingår i släktet Laccophilus och familjen dykare. Inga underarter finns listade i Catalogue of Life.